# علی قافقازیالی
علی قافقازیالی (به ترکی استانبولی: Ali KAFKASYALI) (م۱۹۵۳، قارص، ترکیه-) نویسنده، دکترای علوم زبانشناسی، مشاور هنری سفارت فرانسه، عضو هیئت علمی زبان و ادبیات ترکی دانشگاه آتاترک و دانشکده فرهنگ کاظم قره بکیر است.

## زندگی
علی قافقازیالی در سال ۱۹۵۳ در شهر قارص- ترکیه چشم به جهان گشود. وی متاهل و دارای سه فرزند می‌باشد و یکی از فرزندانش را از دست داده است. علی قفقازیالی علاقه خاصی به ترکان ایران دارد و از سال ۱۹۹۸ به شکل وسیعی در رابطه با ادبیات ترکان ایران و محیط‌های عاشیقی ترکان ایران فعالیت می‌کند.

## تحصیلات
علی قافقازیالی دوره ابتدایی و متوسطه را در شهر قارص ترکیه گذراند و در سال ۱۹۷۷ دوران دبیرستان را به پایان رساند و در ۱۹۷۷ میلادی از انستیتوی هنر بوزسا در شاخه زبان ترکی فارغ‌التحصیل شد؛ در سال ۱۹۹۰ در امتحانات تحصیل در خارج رتبه اول آورد و برای ادامه تحصیل به فرانسه راهی شد و در سال۱۹۹۰ و ۱۹۹۱ از دانشگاه آتا ترک و دانشکده هنر کاظم کارابکیر برای پایان‌نامه لیسانس شرکت نمود و در آموزش زبان و ادبیات ترکی مدرک لیسانس گرفت و برای مدرک فوق لیسانس به دانشگاه دولتی محمدامین رسول‌زاده باکو رفت و در نهایت به عنوان دانشجوی غیابی بعد از دو سال در سال ۱۹۹۴ فوق لیسانس خود را گرفت.

## آثار
1. . قافقازیالی، ع.، جغرافیای ترک‌های ایران، استانبول. ۲۰۱۱ (۹۷۲ صفحه).
2. . قافقازیالی، ع.، عاشیقان ایران و شناسه ملی‌شان، ارزوم. ۲۰۰۷ (۳۲۶ صفحه).
3. . قافقازیالی، ع.، مناطق عاشیقی ترکان ایران، ارزوم. ۲۰۰۶ (۳۱۳ صفحه)
4. . قافقازیالی، ع.، عاشیق مراد چوپان اوغلو - آثارهای-زندگی-صنعت-, 72 Tasarım Yay.، آنکارا -۱۹۹۸ (۶۶۶ صفحه).

1. . Kafkasyalı, A.، Mikâyıl Azaflı -Hayatı, Sanatı, Eserleri, Eser Ofset, ارزوم، ۱۹۹۶ (۴۷۳ صفحه. Bu kitap müellifin doktora tezidir.Orijinal adı “Mikâyıl Azaflı ve Yaradıcılık Yolu”dur).
2. . Kafkasyalı, A.، Kırk Yıllık Kara Günler (belgesel dram)، Eser Ofset, ارزوم، ۱۹۹۵ (۱۱۰ صفحه).
3. . Kafkasyalı, A.، Azerbaycan’ın Âlim Kadınları, Taş Medrese Yay.، ارزوم، ۱۹۹۱ (۱۱۷ صفحه).
4. . Kafkasyalı, A.، Kafkaslar’dan Gelen Ezan Sesleri, Eser Ofset, ارزوم، ۱۹۹۱ (۱۰۲ صفحه).
5. . Kafkasyalı, A. - Mansıroğulu, N.، Şehitler Deresi, Güvenmat Yay.، آنکارا -۱۹۸۹ (۲۳۲ صفحه).
6. . Kafkasyalı, A.، Çağdaş Azerbaycan Kadın Sanatkârları, Güvenmat Yay.، آنکارا -۱۹۸۹ (۱۲۸ صفحه).
7. . Kafkasyalı, A.، İran Türk Edebiyatı Antolojisi, Atatürk Üniversitesi Yayınları, ارزوم. 2002 (altı cilt, 3490 صفحه).
8. . Kafkasyalı, A.، Edebiyatımızda Ermeni Mezalimi, A. Ü. Kâzım Karabekir Eğitim Fakültesi Yayınları, ارزوم، 2001 (71 sayfa).[۷][۸][۹]